# Wendy Balfoort
Wendy Balfoort (Woerden, 10 april 2002) is een voormalig voetbalspeelster uit Nederland. Ze speelde voor ADO Den Haag en Excelsior Rotterdam in de Vrouwen Eredivisie.

## Clubcarrière
Wendy Balfoort speelde in haar jeugdjaren voor Sportlust '46 uit Woerden. Vervolgens speelde Balfoort als aanvalster bij de selectie van Jong ADO. Balfoort tekende op 21 september 2022 haar eerste contract voor ADO Den Haag. Ze maakte op zondag 5 december 2021 haar debuut voor ADO Den Haag in de Vrouwen Eredivisie.
Na afloop van het seizoen 2022/23 maakte Balfoort de overstap naar competitiegenoot Excelsior Rotterdam. Op de eerste speeldag maakte Balfoort haar debuut voor Excelsior in een uitwedstrijd tegen AZ door in de 70ste minuut in te vallen voor Chelsea Homan.
Excelsior maakte op 13 mei 2024 bekend dat Balfoort heeft besloten te stoppen met voetballen om zich op haar maatschappelijke carrière te kunnen richten.

## Statistieken
| Seizoen | Club                | Land      | Competitie         | Wedstrijden | Doelpunten |
| ------- | ------------------- | --------- | ------------------ | ----------- | ---------- |
| 2021/22 | ADO Den Haag        | Nederland | Vrouwen Eredivisie | 2           | 0          |
| 2022/23 | ADO Den Haag        | Nederland | Vrouwen Eredivisie | 3           | 0          |
| 2023/24 | Excelsior Rotterdam | Nederland | Vrouwen Eredivisie | 6           | 0          |
| Totaal  | Totaal              | Totaal    | Totaal             | 11          | 0          |

Laatste update: 14 mei 2024